# Godt nyt
Godt nyt er det femtende og sidste studiealbum af den danske sanger og sangskriver Johnny Madsen, der udkom den 25. september 2015 på REO Records og Universal Music. Albummet følger op på Le New York fra 2011, der var en relativ kommerciel skuffelse. Godt nyt debuterede på førstepladsen af hitlisten med en salgs-score på 2597. I november 2015 modtog albummet guld for 10.000 solgte eksemplarer.

## Spor
Alle sange skrevet og komponeret af Johnny Madsen. 
| #   | Titel                              | Længde |
| --- | ---------------------------------- | ------ |
| 1.  | "Si Señor"                         | 4:32   |
| 2.  | "Godt nyt" (featuring Johan Olsen) | 2:52   |
| 3.  | "Puerto Banús"                     | 4:09   |
| 4.  | "Skib til England"                 | 3:18   |
| 5.  | "Så nær"                           | 3:47   |
| 6.  | "Krabbesangen"                     | 4:07   |
| 7.  | "Flæsk & flamenco"                 | 3:34   |
| 8.  | "Skib sejler ind"                  | 3:01   |
| 9.  | "Twitter"                          | 2:49   |
| 10. | "Aldrig mere"                      | 3:54   |
| 11. | "Lucca"                            | 3:38   |
| 12. | "Verden er intakt"                 | 2:09   |

## Hitlister
| Hitliste (2015)        | Højeste placering |
| ---------------------- | ----------------- |
| Danmark (Album Top-40) | 1                 |

| Hitliste (2015) | Placering |
| --------------- | --------- |
| Danmark         | 27        |

| Land (Organisation) | Certificering |
| ------------------- | ------------- |
| Danmark (IFPI)      | Guld          |